# 頻域
在電子學、控制系統及統計學中，頻域（frequency domain）是指在對函數或信號進行分析時，分析其和頻率有關部份，而不是和時間有關的部份，和時域一詞相對。
函數或信號可以透過一對數學的運算子在時域及頻域之間轉換。例如傅立葉變換可以將一個時域信號轉換成在不同頻率下對應的振幅及相位，其頻譜就是時域信號在頻域下的表現，而反傅立葉變換可以將頻譜再轉換回時域的信號。

## 頻域下的信號

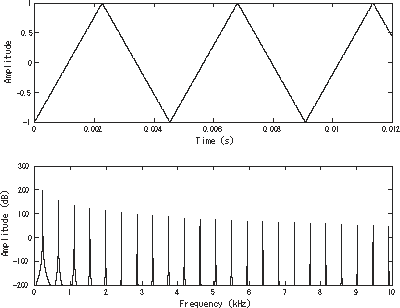
一個三角波在時域（上圖）及頻域（下圖）的圖形。三角波的基頻為220Hz。

以信號為例，信號在時域下的圖形可以顯示信號如何隨著時間變化，而信號在頻域下的圖形（一般稱為頻譜）可以顯示信號分佈在哪些頻率及其比例。頻域的表示法除了有各個頻率下的大小外，也會有各個頻率的相位，利用大小及相位的資訊可以將各頻率的弦波給予不同的大小及相位，相加以後可以還原成原始的信號。
在頻域的分析中，常會用頻譜分析儀來將實際的信號轉換為頻域下的頻譜。

## 頻域下的系統

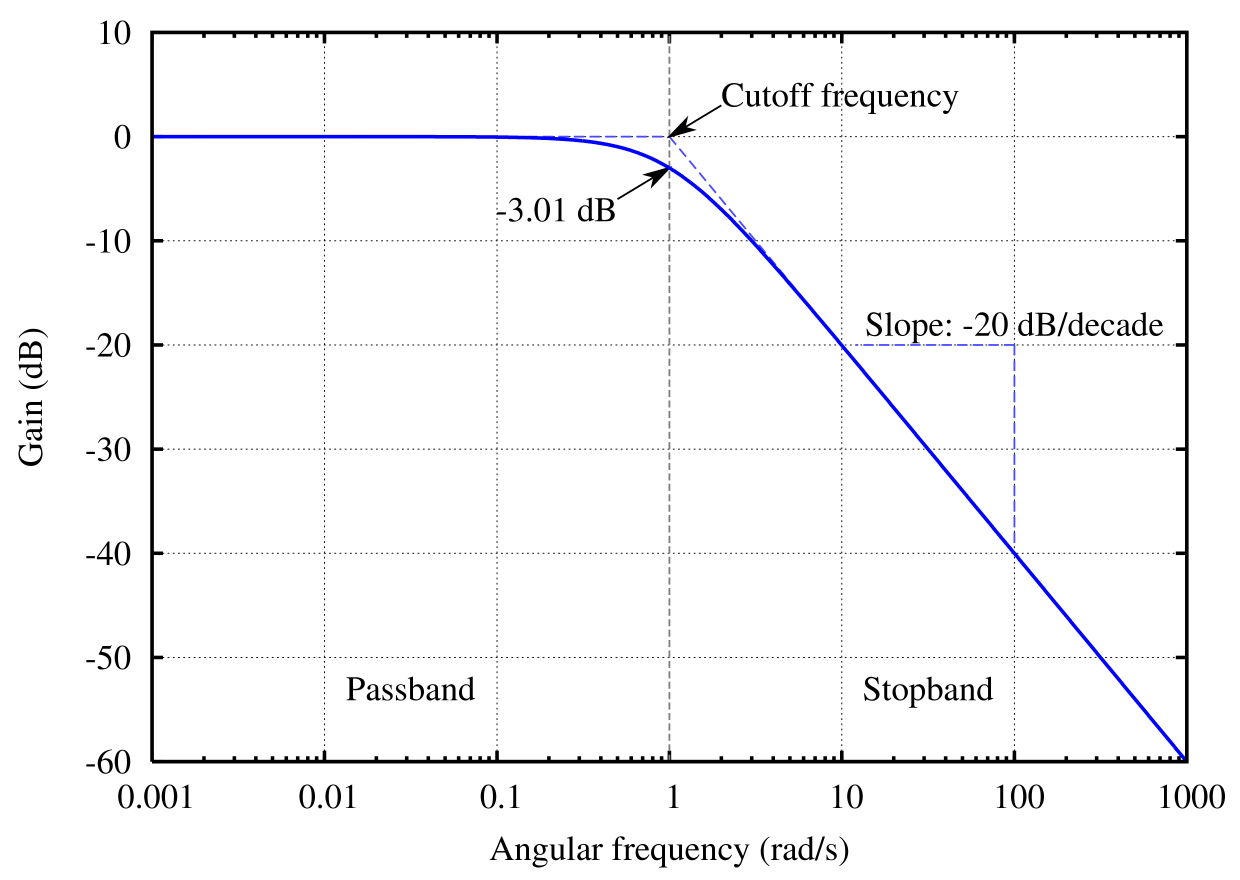
低通滤波器的频率响应

許多物理元件的特性會隨著輸入訊號的頻率而改變，例如電容在低頻時阻抗變大，高頻時阻抗變小，而電感恰好相反，高頻時阻抗變大，低頻時阻抗變小。一個線性非時變系統的特性也會隨頻率而變化，因此也有其頻域下的特性，頻率響應的圖形即為其代表。頻率響應可以視為是一個系統在輸入信號振幅相同、頻率不同時，其輸出信號振幅的變化，可以看出系統在哪些頻率的輸出較大。
有些系統的定義就是以頻域為主，例如低通濾波器只允許低於一定頻率的訊號通過。

## 振幅及相位
不論是進行拉普拉斯轉換、Z轉換或是傅立葉變換，其產生的頻譜都是一個頻率的複變函數，表示一個信號（或是系統的響應）的振幅及其相位。不過在許多的應用中相位的資訊並不重要，若不考慮相位的資訊，都可以將頻譜的資訊只以不同頻率下的振幅（或是功率密度）來表示。
功率谱密度是一種常應用在許多非週期性也不滿足平方可積性（square-integrable）訊號的頻域表示法。只要一個訊號是符合廣義平穩隨機過程的輸出，就可以計算其對應的功率谱密度。

## 部份頻域的例子
由於一些常見的對於聽覺的簡化，或是像類似《The Ear as a Frequency Analyzer》
標題的影響，一般常會將內耳視為一個將時域訊號轉換為頻譜的器官，在描述聽覺的模型時，頻域不是一個十分準確或是可用的描述方式，一個時間-頻率或是時間-位置的狀態空間會是一較好的描述方式。

## 其他的「頻域」分析
有許多的轉換都是用來分析時域的訊號，而一般都視為頻域分析的方法。以下是最常見的幾種轉換及他們應用的領域：
- 傅立葉級數–週期性信號、振動系統
- 傅立葉變換–非週期信號及暫態
- 拉普拉斯轉換–電子電路或控制系統
- 小波轉換–數字信號處理或是信號壓縮
- Z轉換–離散信號、數字信號處理

## 參照
- 短時距傅立葉變換
- 時頻表示法（英语：Time–frequency representation）
- 時頻分析
- 小波分析